# ロイ・スミス (教育家)
ロイ・スミス（Roy Smith、1878年 - 1969年6月）は、アメリカ合衆国の教育者。1903年に日本に来訪し、以後長く日本で教育に当たった。

## 経歴・人物
イリノイ州出身。イリノイ州大学卒業。1903年（明治36年）に来日し、大倉高等商業学校（旧・大倉商業学校、現・東京経済大学）等で英語の教鞭を執った。
その後いったん帰国し、1909年（明治42年）に再来日。神戸高等商業学校で商業学、外国貿易実務を講義した。第二次世界大戦中の再度の帰国を挟み、1968年（昭和43年）に退職・帰国するまで、神戸高等商業学校およびその後身校（→神戸商業大学→神戸経済大学、戦後、新制大学の神戸大学）で教育に携わった。
1960年に神戸大学六甲台後援会より、神戸市灘区篠原北町の住宅（1936年の建築で、元は貿易商の自宅）を宿舎として与えられ、「ロイ・スミス館」の名称が付けられた。スミスの帰国後は神戸大学の外国人研究者の宿舎などとして使用され、2011年に国の登録有形文化財に登録された。
1969年に死去。